# Queens of the Stone Age (album)
Queens of the Stone Age je první studiové album americké hudební skupiny Queens of the Stone Age. Vydáno bylo v září roku 1998 společností Loosegroove Records a jeho producentem byl spolu s frontmanem skupiny Joshem Hommem také Joe Barresi. Homme pro album nahrál většinu nástrojů, na bicí hrál Alfredo Hernández, jeho spoluhráč ze skupiny Kyuss. Na některých písních se podíleli i další hudebníci.

## Seznam skladeb
1. Regular John – 4:35
2. Avon – 3:22
3. If Only – 3:20
4. Walkin' on the Sidewalks – 5:03
5. You Would Know – 4:16
6. How to Handle a Rope – 3:30
7. Mexicola – 4:54
8. Hispanic Impressions – 2:44
9. You Can't Quit Me Baby – 6:34
10. Give the Mule What He Wants – 3:09
11. I Was a Teenage Hand Model – 5:01

## Obsazení
- Josh Homme – zpěv, kytara, baskytara, klávesy, klavír
- Alfredo Hernández – bicí
- Chris Goss – baskytara, doprovodné vokály
- Fred Drake – bicí, zpěv
- Patrick „Hutch“ Hutchinson – klavír
- Mike Johnson – „sofa“
- Dave Catching – perkuse